# Bicas
Bicas is een gemeente in de Braziliaanse deelstaat Minas Gerais. De gemeente telt 14.309 inwoners (schatting 2009).

## Aangrenzende gemeenten
De gemeente grenst aan Chácara, Guarará, Juiz de Fora, Maripá de Minas, Pequeri, Rochedo de Minas en São João Nepomuceno.

## Geboren
- Danilo Luiz da Silva (1991), voetballer